# ニューメキシコ (戦艦)
ニューメキシコ (USS New Mexico, BB-40) は、アメリカ海軍の戦艦。ニューメキシコ級のネームシップ。艦名はニューメキシコ州にちなむ。
第一次世界大戦型旧式戦艦群の最終版。竣工時は前級らと同じく前後檣が籠マストであったが、1930年代にネルソン級で採用された箱型の大型艦橋のレポートを入手したことにより、僚艦とは一線を画す外観となった。また同級の他の2隻と異なるターボ・エレクトリック方式を採用した。速力は他の戦艦に比べ若干速く、対空兵装でも勝っていたが太平洋戦争での攻撃力は十分ではなかったため、近代化改修を受けた。

## 艦歴
「ニューメキシコ」は1915年10月14日にニューヨーク海軍工廠で起工され、マーガレット・C・デバーカ（ニューメキシコ州知事の娘）によって1917年4月13日に命名、進水。1918年5月20日に初代艦長アシュレイ・H・ロバートソン大佐の指揮下就役した。
整調訓練の後、「ニューメキシコ」は1919年1月15日にフランスのブレストに向け、ニューヨークを出航した。これはパリ講和会議に出席するウッドロウ・ウィルソン大統領が乗船する「ジョージ・ワシントン (USS George Washington)」に随行するためであった。ハンプトンローズには2月27日に帰港した。その後7月16日には新たに編成された太平洋艦隊の旗艦となり、三日後にはカリフォルニア州サンペドロ湾に向けて出航。パナマ運河を通過し到着したのは8月9日であった。続く12年間では、大西洋艦隊と共に太平洋及びカリブ海で毎年訓練を行い、1925年にはオーストラリアとニュージーランドを訪問している。
1931年3月から1933年1月にかけてフィラデルフィアで近代化改装を受け、訓練の後1934年10月に太平洋艦隊に復帰した。

## 第二次世界大戦
「ニューメキシコ」の母港は1940年12月6日から1941年5月20日まで真珠湾であった。その後大西洋艦隊に合流するため6月16日にノーフォークへ向かい、パトロール任務に従事した。日本海軍による真珠湾攻撃後、「ニューメキシコ」は西海岸へ戻り、1942年8月1日にサンフランシスコを出港しハワイに向かった。1942年12月6日から1943年3月22日までフィジーへの部隊輸送の護衛及び南西太平洋のパトロールに従事。その後真珠湾に戻りアリューシャン列島への攻撃準備を行った。5月17日にアダック島に到着し、アッツ島の封鎖に従事した。7月21日にはキスカ島への大規模な艦砲射撃に参加したが、日本軍はすでに撤退済みであった。
ピュージェット・サウンド海軍工廠で修理後、「ニューメキシコ」はギルバート諸島に対する攻撃のための演習に参加するため10月25日に真珠湾に戻った。11月20日に始まったギルバート諸島攻略戦で、「ニューメキシコ」はマキン環礁への砲撃を行い、輸送船団の支援を行うと共に空母護衛のための対空砲撃を行った。その後、12月5日に真珠湾に帰還している。
1944年1月12日にマーシャル諸島への攻撃を行った後、「ニューメキシコ」は1月31日と2月1日にクェゼリン環礁およびエビゼ島への砲撃を行い、その後マジュロで補給を受けた。2月20日にはウォッジェ環礁、3月20日にニューアイルランド島のカヴィエンに対して砲撃を行い、その後シドニーを訪れ続いてソロモン諸島に向かい、マリアナ諸島での作戦に備えた。
「ニューメキシコ」は6月14日にテニアン島、6月15日にサイパン、6月16日にグアムを砲撃し、6月18日には敵空襲に対して応戦した。その後マリアナ諸島で輸送船団を護衛し、同任務をエニウェトクでも行った。7月9日から12日まで護衛空母部隊の護衛を行い、その後7月21日の上陸に備えてグアムへの砲撃を行った。砲撃は7月30日まで行われ、日本軍拠点施設の多くを破壊した。
8月から10月までブレマートンでオーバーホールを受け、完了後は11月22日にレイテ湾に到着。輸送船団の警護に当たり、日本軍の激烈な抵抗に対し湾内から連日の砲撃を行った。「ニューメキシコ」はレイテ湾を12月2日に出発しパラオに向かい、ミンドロ島攻撃部隊の護衛を行った。上陸が12月15日に行われ、「ニューメキシコ」は二日間にわたって対空支援射撃を行った。
「ニューメキシコ」が続いて参加した作戦はルソン島侵攻作戦であった。日本軍は絶え間なく特攻攻撃を行い、「ニューメキシコ」は総員配置で対処した。1945年1月6日、リンガエン湾での上陸前の艦砲射撃中に特攻機が艦橋に突入し、艦長のR・W・フレミング大佐を含む29名が死亡、87名が負傷した。損傷にもかかわらず砲撃は継続された。地上部隊が上陸するまで「ニューメキシコ」は同海域での活動を続けた。
真珠湾での修理後に「ニューメキシコ」は沖縄侵攻の準備のためウルシー泊地へ到着した。3月21日に火力支援グループと共に出航し、3月26日に沖縄で砲撃を開始した。5月11日に「ニューメキシコ」は8艘の特攻艇を破壊するが、翌12日に2機の特攻機の攻撃を受けた。1機を撃墜したがもう1機は爆弾と共に突入し爆発。54名が死亡し119名が負傷した。直ちに消火作業が行われ30分以内に鎮火した。その後5月28日に修理のためレイテ島へ向かい、修理の完了後は日本本土侵攻のための演習を行う。8月15日の終戦時、「ニューメキシコ」はサイパン島に停泊中であった。翌日沖縄へ向けて出航し、占領部隊に加わった。相模湾に8月27日入港して厚木飛行場への降下部隊の支援を行い、翌日東京湾に入港。9月2日の降伏文書調印式に臨席した。
「ニューメキシコ」は9月6日に帰国の途につき、沖縄、真珠湾及びパナマ運河を経由してボストンに10月17日到着した。その後1946年7月19日にボストンで退役し、1947年10月13日にスクラップとして売却された。
「ニューメキシコ」は第二次世界大戦の戦功により6個の従軍星章を受章した。

## 受勲
- 第一次世界大戦戦勝記念章
- アメリカ防衛従軍記章
- アメリカ従軍記章
- アジア・太平洋従軍章（英語版）
- 第二次世界大戦戦勝記念章
- 海軍占領功労章（英語版）
- フィリピン解放章（英語版）